# Platylygus pseudotsugae
Platylygus pseudotsugae är en insektsart som beskrevs av Kelton 1970. Platylygus pseudotsugae ingår i släktet Platylygus och familjen ängsskinnbaggar. Inga underarter finns listade i Catalogue of Life.